# Thomas Thiemeyer

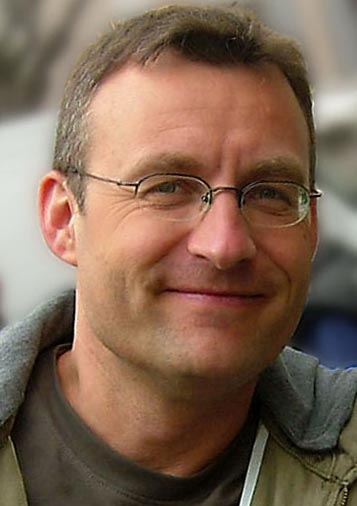
Thomas Thiemeyer

Thomas Thiemeyer (1963) is een Duitse illustrator en auteur.
Hij studeerde kunst en geologie in Keulen. Zijn eerste jeugdboek werd in 1989 uitgegeven door de Ravensburger uitgeverij, waar Thiemeyer al werkte als grafisch adviseur. 2 jaar later werd hij freelance artiest. Als freelance artiest, illustreert hij toneelstukken, jeugdboeken, boekomslagen en nog veel meer. Onder andere heeft hij al gewerkt voor Heyne, Arena, Fantasy Productions, Beltz & Gelberg, HarperCollins, Random House en Wizards of the Coast. Recentelijk heeft hij samengewerkt met de Amerikaanse regisseur Darren Aronofsky. Zijn werk is al meermaals bekroond met de Kurd Laßwitz prijs en de Duitse Phantastik prijs.
In 2004 werd zijn debuutroman "Medusa" uitgegeven door Droemer Knaur. Het internationale succes werd gevolgd door "Reptilia" in 2005, "Magma" in 2007, "Nebra" in 2009 en "Korona" in 2010. Al zijn romans zijn bestsellers geworden. Zijn werken zijn vertaald in vele talen: Spaans, Nederlands, Tsjechisch, Pools, Russisch, Koreaans en ook Sloveens.
Thomas Thiemeyer woont in Stuttgart met zijn vrouw en twee zonen.

## Romans
- Medusa, Knaur uitgeverij, Munich 2004, ISBN 3426661527.
Nederlandse vertaling: Het oog van Medusa, Karakter Uitgevers BV 2006, ISBN 9061123542.

Archeologe Hannah Peters doet al jarenlang onderzoek in de Sahara. Diep in het hart van de woestijn, volledig geïsoleerd van de rest van de wereld, ligt het zandsteenplateau Tassili n'Ajjer, waar zich duizend jaar oude, geheimzinnige rotstekeningen bevinden. En hier ontdekt Hannah een unieke vondst: een Medusa-sculptuur, versierd met landkaarten en symbolen. 
De tekens en symbolen op het beeld lijken te verwijzen naar een plaats veel zuidelijker, diep in de bergen, waar zich een object van onuitsprekelijke schoonheid en gevaar moet bevinden. De samenleving die het in lang vergeten tijden geschapen heeft, schijnt op het hoogtepunt van haar bestaan ten onder te zijn gegaan. 
Een team van de National Geographic Society krijgt de opdracht deze schat op te sporen. Samen met Chris, de klimatoloog van de groep, komt Hannah op het spoor van een geheimzinnige tempelruïne. Daar bevindt zich een mystiek object dat weleens een noodlottige invloed op de moderne wereld zou kunnen hebben...
- Reptilia, Knaur uitgeverij, Munich 2005, ISBN 3426634589.
Nederlandse vertaling: De laatste Sauriër, Karakter Uitgevers BV 2006, ISBN 906112235X.

Diep in de jungle van Afrika, op de bodem van een gigantisch meer, verbergt hij zich: Mokèlé-mbèmbé, de legendarische laatste sauriër. Filmmaakster Emily Palmbridge was op jacht naar dit monsterlijke reptiel, maar is sindsdien verdwenen. De jonge geneticus David Astbury kan de smekende vraag van Emily’s vertwijfelde moeder niet weerstaan en stemt erin toe deel te nemen aan de expeditie die alles over het einde van de jonge vrouw moet uitvinden. En aangekomen bij het Tele-meer, een oerwoudmeer in het meest ondoordringbare deel van Congo, stuit het team al snel op sporen van verschrikkelijke strijd. De eerste confrontatie met het monsterlijke reptiel is ophanden, en eist direct een dodelijk slachtoffer. David beseft dat Mokélé een zeer bijzondere tegenstander is en dat hij over eigenschappen beschikt die van onschatbare waarde zijn voor de mensheid en het leven op Aarde voor eeuwig kunnen veranderen...
- Magma, Knaur uitgeverij 2007, ISBN 3426662132.
Nederlandse vertaling: Magma, Karakter Uitgevers BV 2008, ISBN 9061120470.

Seismologe Dr. Ella Jordan ontvangt het nieuws dat vreemde signalen worden opgevangen vanuit het centrum van de Stille Oceaan, en ze zijn veel te regelmatig om veroorzaakt te worden door iets in de natuur. Ze komen vanuit de Marianentrog, die tot wel 11.000 meter diep is. Ella laat alles vallen om zich bij een team van onderzoekers te voegen dat de bron van de signalen ter plaatse gaat onderzoeken in de meest geavanceerde onderzeeboot van de wereld. Samen met een Japanse bemanning, een aantrekkelijke U.S. marineofficier, en een mysterieuze Zwitserse professor, Konrad Martin, duikt Ella naar het diepste punt van de Oceaan en ze kunnen maar nauwelijks ontsnappen aan een verschrikkelijk gevaar: Ze vinden een gigantische, perfect ronde steen die reageert op hun aanwezigheid met een dodelijke hittestraal.
Wat amper iemand weet is dat verborgen in de Zwitserse bergen zich een ondergronds lab bevindt waar wetenschappers werken met een gelijkaardige, maar kleinere bol van steen, decennia eerder gevonden naast het lijk van een geoloog. Plotseling worden nieuwe signalen gedetecteerd: eerst van de noordpool, dan Rusland, Australië, en Antarctica. Ella en Konrad Martin vinden deze zelfde onverklaarbare stenen overal. Wanneer de signalen van de stenen seismische golven beginnen op te wekken die zo sterk zijn dat ze aardbevingen en vulkaanuitbarstingen veroorzaken, begint de tijd te dringen, Ella herkent de verschrikkelijke waarheid, de dreiging komt niet van deze wereld...
- Nebra, Knaur uitgeverij 2009, ISBN 9789061125204.
Nederlandse vertaling: Nebra, Karakter Uitgevers BV 2009, ISBN 9061125200.

Walpurgisnacht. Sneeuwstormen teisteren het lentelandschap van het Harzgebergte. Diep in dit gebergte dreigt een oeroude kracht ontketend te worden...
In de hotels en pensions van de Harz bereidt men zich voor op het komende toeristenseizoen. Ook archeologe Hannah Peters is ter plekke, ze onderzoekt de geheimzinnige Hemelschijf van Nebra, een sensationele vondst uit de bronstijd - maar ze komt geen stap verder.
Wat Hannah echter niet kan weten is dat er ook anderen achter de schijf aan zitten, een duistere macht die allang in de krochten van het Harzgebergte wacht om een allesvernietigende rite uit te voeren.
Als Hannah een man leert kennen die het gebergte lijkt te kennen als zijn broekzak, komt er eindelijk beweging in haar onderzoek. Maar dan is de schijf plotseling verdwenen en wordt Hannah meegezogen in de machtsstrijd van de oeroude sekte...

## Luisterboeken
- Magma, AME Hören 2007, gelezen door Johannes Steck, ISBN 3938046635

## Prijzen
- 1989 selectielijst voor de Deutsche Jugendliteraturpreis (Duitse jeugdliteratuurprijs). "Das große Buch der Saurier" Ravensburger uitgeverij
- 1998 Kurd Laßwitz prijs voor beste omslagillustratie. "Auf zwei Planeten" Heyne-Verlag
- 2002 Kurd Laßwitz prijs voor beste omslagillustratie. "Quest" Heyne-Verlag
- 2003 Kurd Laßwitz prijs voor beste omslagillustratie. "Jupiter" Heyne-Verlag
- 2004 Kurd Laßwitz prijs voor beste omslagillustratie. "Asteroidenkrieg" Heyne-Verlag
- 2006 Kurd Laßwitz prijs voor beste omslagillustratie. "Die Legende von Eden und andere Visionen" Shayol
- Duitse fantasy prijs 2006